# Једног лета

Једног лета је 15. епизода стрип серијала Кен Паркер објављена у Лунов магнус стрипу бр. 481. из новембра 1981. године. Имала је 93 стране и коштала 18 динара (0,96 ДЕМ; 0,46$). Епизоду је нацртао Иво Милацо, а сценарио написао Ђ. Берарди. За насловну страну употребљена је комбинација два кадра из епизоде са стране 39.

## Оригинална епизода
Оригинална епизода објављена је у септембру 1978. године под насловом Људи, стока и јунаци (Uomini, bestie ed eroi). Издавач је била италијанска кућа Cepim. Коштала је 400 лира (0,51$).

## Кратак садржај
Након што су купили стоку у Доџ Ситију, Кен и Пат долазе локални салун у потрази за сточарима који ће им помоћи да отерају стоку до Сијукс Фолса. Након што упознаје читаву плејаду познатих ликова из других стрипова, укључујући и сопствене ауторе (Милаца и Берардија), Кен не успева да нађе сточаре. За то време, Пат, која чека Кена исред салуна, успева да нађе четворицу. Касније им се придружује Ирвинг Локард, револвераш у бекству за којим трага локални шериф.
После напорног пута (сукоба са индијанциама и разбојницима), група стиже на ранч који је Пат купила у претходној епизоди (ЛМС-476), након чега Пат сазнаје да их Кен напушта.

## Однос Кена и Пат
На крају епизоде Кен напушта Пат. Иако се током епизоде њихов однос не мења (Пат је и даље исфрустрирана што Кен не обраћа пажњу на њу онако како би она хтела), на самом крају, Пат прихвата његов одлазак. Када га Пат преклиње да остане, Кен јој одговара: ”Постоји ранч и крдо који представљају твоју будућност, постоје и два човека којима си потребна, и постоји дечак који те воли”. (Ова последња реченица је из несхватљивих разлога избачена из превода на српски језик.) Скрхана болом, Пат прихвата Кенов одлазак. Последња страница епизоде представља вероватно најдирљивији стрип-моменат у 22 године дугој историји Лунов магнус стрипа и Златне серије.
После ове епизоде, Пат О Шејн се више ниакда није појавила у серијалу.

## Ликови из других стрипова
У овој епизоди појављује се читав низ стрип јунака из других (углавном италијанских) вестерн стрипова. Редом се појављују: Кит Карсон, Циско Кид и Панчо, Пекос Бил, Наредник Кирк, Сандеј и Мортимер, Кит Тигер Џек и Кит Вилер Текс Вилер и његови пријатељи, Тим Картер (Тим И Дасти), Кит Телер (Мали Ренџер), Коко Бил, Рик О Шај, Роки Ракдер и Команча, Рандал, Капетан Мики, Кит Ходгин, Загор, Лари Јума, Талични Том и Поручник Блубери. Нажалост, због цензуре, неки од њих се не појављују и у ЛМС-издању.
У епизоди се поjављују и сами аутори стрипа — Милацо и Берарди. (Много година касније, појавиће се поново у епизоди Земља хероја.)

## Претходна и наредна епизода
Овој епизоди претходила је епизода Нокаут (ЛМС-476), док је након ње уследила епизода Завера Команча (ЛМС-487). Списак и кратак садрај свих епизода ЛМС-серијала Кен Паркера доступан је овде.

## Реприза у Србији
Ова епизода је први пут репризирана у Србији у марту 2019. год. у издању издавачке куће Darkwood. Епизода је објављена у књизи бр. 8. заједно са епизодом Немилосрдни Буч (ЛМС-487 Завера Команча). Цена тврдог издања износила је 1.290 динара (10,9 €; 12,4 $).